# Lancaster (Kalifornie)
Lancaster je město v Kalifonii v USA, v okrese Los Angeles County.

## Historie
Území Lancasteru se původně jmenovalo Antelope Valley a obývali ho indiáni kmene Pajutů. Názvu Lancaster se začalo používat v souvislosti s výstavbou Southern Pacific Railroad, kdy bylo poprvé použito jméno Lancaster pro staniční budovu, kde bylo vybudováno technické zázemí, když byla budována železnice procházející tímto územím. V roce 1876 dokončila společnost Southern Pacific linku procházející skrz Antelope Valley a spojující San Francisco s Los Angeles. Původ jména Lancaster není jistý, může být odvozeno od příjmení staničního úředníka, názvem vybraným staviteli železnice nebo neznámými osadníky pocházejícími z města Lancaster v Pensylvánii. Dostupnost oblasti nově vybudovanou železnicí přilákala společně s inzercí nové osadníky. Osobou, která se nejvíce zasloužila o vývoj města byl Moses Langley Wicks, který v roce 1884 nakoupil pozemky za cenu 2,5 dolaru za akr a nakreslil mapu města s ulicemi a parcelami. V září téhož roku inzeroval prodej pozemků s cenou 6 dolarů za akr. Od roku 1890 se Lancaster úspěšně rozvíjel a díky příznivým dešťovým srážkám farmáři prosperovali pěstováním a prodejem pšenice a ječmene.

## Významní lidé
- Judy Garlandová – herečka[2]
- Donald Glover – herec, spisovatel a hudebník
- Don Van Vliet – malíř, známý též jako Captain Beefheart – hudebník[3]
- Chuck Yeager – první pilot, který cestoval nadzvukovou rychlostí
- Frank Zappa – hudebník[3]